# Liste der Biografien/Isr
Liste der Biografien |
Portal Biografien |
Personensuche
# |
A |
B |
C |
D |
E |
F |
G |
H |
I |
J |
K |
L |
M |
N |
O |
P |
Q |
R |
S |
T |
U |
V |
W |
X |
Y |
Z |
?
 
Ia |
Ib |
Ic |
Id |
Ie |
If |
Ig |
Ih |
Ii |
Ij |
Ik |
Il |
Im |
In |
Io |
Ip |
Iq |
Ir |
Is |
It |
Iu |
Iv |
Iw |
Ix |
Iy |
Iz
 
Isa |
Isb |
Isc |
Isd |
Ise |
Isf |
Isg |
Ish |
Isi |
Isj |
Isk |
Isl |
Ism |
Isn |
Iso |
Isp |
Isr |
Iss |
Ist |
Isu |
Isw |
Isy
Die Liste der Biografien führt alle Personen auf, die in der deutschsprachigen Wikipedia einen Artikel haben. Dieses ist eine Teilliste mit 68 Einträgen von Personen, deren Namen mit den Buchstaben „Isr“ beginnt.

## Isr

### Isra
- Isra al-Mudallal, palästinensische Journalistin
- Israel ben Elieser († 1760), Begründer des Chassidismus
- Israel ben Josef, Gründer der Remuh-Synagoge in Krakau-Kazimierz
- Israel Ibn al-Naqawa († 1391), spanisch-jüdischer Gelehrter
- Israel von Axum, König von Axum
- Israel von Stolin (1869–1921), chassidischer Rabbiner und Mystiker
- Israel, Agathe (* 1949), deutsche Psychiaterin, Psychoanalytikerin und Autorin
- Israel, August (1836–1906), deutscher Pädagoge und Philanthrop
- Israel, Christoph (* 1964), deutscher Pianist, Komponist, Arrangeur und Produzent
- Israel, Clara (1876–1942), deutsche Sozialarbeiterin und erster weiblicher Magistratsrat in Preußen
- Israel, Daniel (1859–1901), österreichischer Maler
- Israel, Franco (* 2000), uruguayischer Fußballtorhüter
- Israel, Frank Pieter (* 1946), niederländischer Radioastronom
- Israel, Friedrich (1884–1956), deutscher Bibliothekar
- Israel, Georg († 1588), Bischof der Unität der Böhmischen Brüder
- Israel, Gerli (* 1995), estnische Speerwerferin
- Israel, Heinz (* 1937), deutscher Gebrauchsgrafiker und Maler
- Israel, Jacob (1621–1674), deutscher Anatom und Chirurg
- Israel, James (1848–1926), deutscher Urologe und Chirurg
- Israel, Joachim (1920–2001), schwedischer Soziologe, Sozialpsychologe und kritischer Gesellschaftstheoretiker
- Israel, John (1833–1898), Hamburger Rechtsanwalt, MdB
- Israel, Jonathan (* 1946), britischer Historiker
- Israel, Jürgen (* 1944), deutscher Lektor, Publizist und Autor
- Israel, Märt (* 1983), estnischer Leichtathlet
- Israel, Martha (* 1905), sorbische Abgeordnete der Volkskammer der DDR
- Israel, Ottokar (1919–2004), deutscher Historiker, Archivar und Genealoge
- Israel, Regine (* 1958), deutsche Fußballspielerin
- Israël, Rinus (1942–2025), niederländischer Fußballspieler und -trainerRinus Israël (1942–2025)

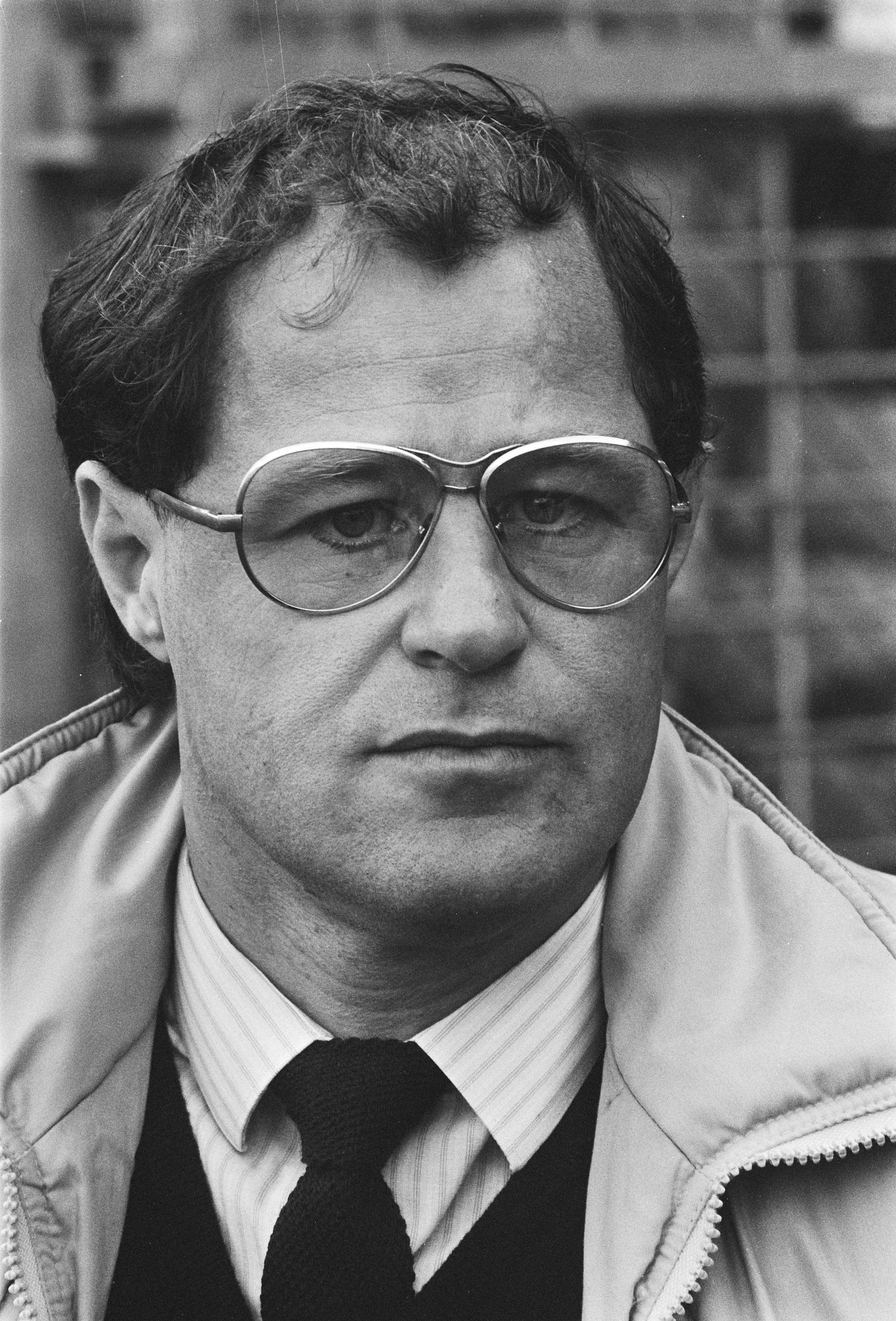
Rinus Israël (1942–2025)

- Israel, Robert (* 1963), US-amerikanischer Filmkomponist und Dirigent
- Israel, Robert B., US-amerikanischer mathematischer Physiker und Mathematiker
- Israel, Roman (* 1979), deutscher Schriftsteller
- Israel, Rouven (* 1994), deutscher Schauspieler
- Israel, Rudolf (1916–1985), deutscher Generalmajor im Ministerium für Staatssicherheit (MfS) der DDR
- Israel, Samuel (1802–1870), deutscher Kaufmann und Abgeordneter der Bürgerschaft
- Israel, Siegfried (1928–2016), deutscher Sportmediziner, DDR-Mannschaftsarzt
- Israël, Stéphane (* 1971), französischer Beamter und Manager
- Israel, Steve (* 1958), US-amerikanischer Politiker (Demokratische Partei)
- Israel, Ulf (* 1974), deutscher Filmproduzent
- Israel, Uwe (1963–2023), deutscher Historiker
- Israel, Víctor (1929–2009), spanischer Schauspieler
- Israel, Werner (1931–2022), kanadischer Physiker
- Israel, Wilfrid (1899–1943), Philanthrop und Geschäftsmann
- Israel, Wilhelm James (1881–1959), deutscher Urologe und Chirurg
- Israel, Xavi, US-amerikanischer Schauspieler und Stuntman
- Israel, Yoron (* 1963), US-amerikanischer Jazzmusiker
- Israelachvili, Jacob N. (1944–2018), israelischer Physiker, Chemieingenieur und Professor
- Israeli, Isaak ben Salomon, jüdischer Arzt und Philosoph (Neuplatoniker)
- Israeljan, Ruslan (* 1961), armenischer Politiker der Republik Arzach
- Israels, Chuck (* 1936), US-amerikanischer Jazzbassist
- Israëls, Han (* 1951), niederländischer Soziologe und Rechtspsychologe
- Israëls, Isaac (1865–1934), niederländischer MalerIsaac Israëls (1865–1934)

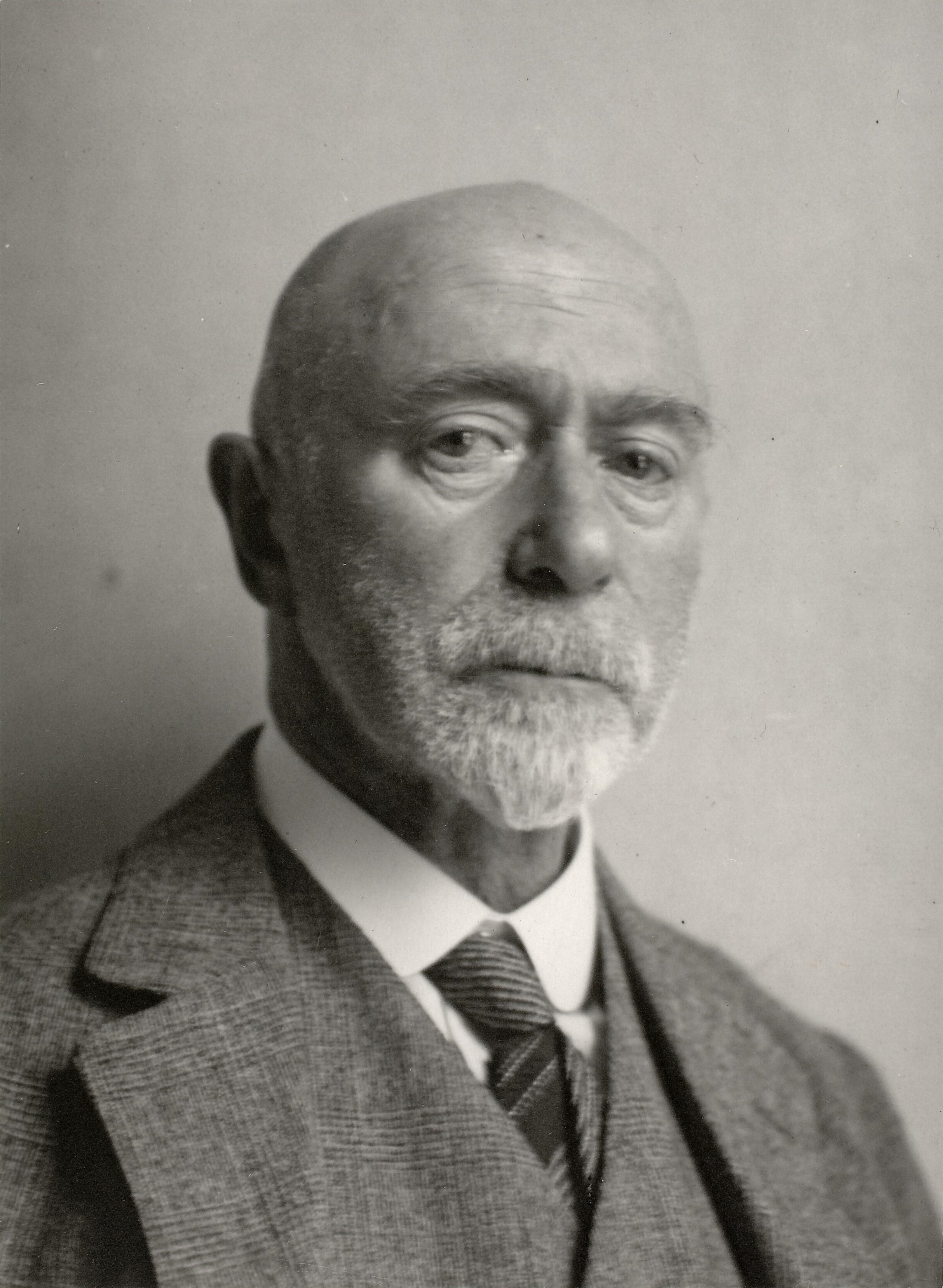
Isaac Israëls (1865–1934)

- Israëls, Jozef (1824–1911), niederländischer MalerJozef Israëls (1824–1911)

Jozef Israëls (1824–1911)

- Israelski, Michaelis (* 1874), deutscher Kaufmann
- Israelsson, Erik (* 1989), schwedischer Fußballspieler
- Israelsson, Karl-Erik (1929–2013), schwedischer Weitspringer und Hürdenläufer
- Israelsson, Sven (1920–1989), schwedischer Nordischer Kombinierer
- Israhel von Halle († 1480), jüdischer Geschäftsmann, Geld- und Pfandhändler
- Israhel, Harmen († 1558), deutscher Kaufmann
- Israilow, Achlidin (* 1994), kirgisischer Fußballspieler
- Israilow, Hassan (1910–1944), tschetschenischer Dichter, Journalist und Guerillakämpfer
- Israilow, Umar (1981–2009), tschetschenischer Paramilitär und Menschenrechtsaktivist
- Israjeljan, Martun (* 1938), armenischer Komponist
- Israjeljan, Rafajel (1908–1973), armenisch-sowjetischer Architekt
- Israng, Christoph (* 1971), deutscher Diplomat
- Israpilow, Nariman Magomedrassulowitsch (* 1988), russischer Ringer

### Isri
- Isriyanet, Tinn (* 1993), thailändischer Badmintonspieler

### Isro
- Isroilova, Ivanna (* 1986), usbekische Tennisspielerin

### Isru
- Isrufan Doromae (* 1998), thailändischer Fußballspieler